# Melisophista geraropa
Melisophista geraropa is een vlinder uit de familie van de wespvlinders (Sesiidae), onderfamilie Sesiinae.
Melisophista geraropa is voor het eerst wetenschappelijk beschreven door Edward Meyrick in 1927. De soort komt voor in het Afrotropisch gebied.